# James Galway

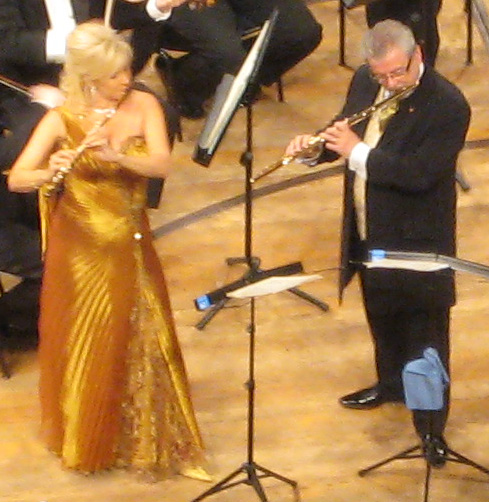
James Galway och hans fru Jeanne vid en konsert 2007.

James Galway, född 8 december 1939 i Belfast, Nordirland, är en nordirländsk flöjtist och Unicef-ambassadör.
Åren 1969–75 var Galway anställd vid Berliner Philharmoniker, innan han påbörjade sin solokarriär. Han hade flera stora skivsuccéer med sina inspelningar av klassisk musik i slutet på 1970-talet, och blev bland annat uppmärksammad för att han spelade på en flöjt tillverkad i guld.
Galway har skrivit boken Flöjt (utgiven i Sverige 1983).
Galway utbildade sig på Guildhall School of Music and Drama som ung.